# Prstenasta topologija
Prstenasta topologija (eng. ring network topology) je način na koji se povezuje računalne uređaje. Oblika je kruga odnosno prstena. U ovakvoj se mreži poruke kreću samo u jednom smjeru, od uređaja do uređaja. Postoje prstenaste mreže gdje je moguće slati poruke u oba smjera, no ne i u isto vrijeme.
Drugi nazivi za ovaj pojam u literaturi na hrvatskom jeziku su prsten i prstenasta mrežna topologija.